# Whitney Otto
Whitney Otto (Burbank, 5 marzo 1955) è una scrittrice statunitense.

## Biografia
Nata a Burbank nel 1955 dall'ingegnere elettrico William B. Otto e dall'oratrice professionista Constance D. Vambert Silvestro, vive e lavora a Portland.
Nel 1990 ha conseguito un Master of Fine Arts all'Università della California, Irvine e l'anno successivo ha esordito nella narrativa con il romanzo Una trama di fili colorati trasposto nel film Gli anni dei ricordi nel 1995.
Successivamente ha dato alle stampe altri 4 romanzi tradotti in 14 lingue e un saggio, Art for the Ladylike, contenente elementi autobiografici pubblicato nel 2021.

## Opere

### Romanzi
- Una trama di fili colorati (How to Make an American Quilt, 1991), Milano, Frassinelli, 1996 traduzione di Franca Cavagnoli ISBN 88-7684-365-5. - Nuova ed. Roma, Minimum Fax, 2022 traduzione di Franca Cavagnoli ISBN 978-88-3389-368-6.
- Now You See Her (1994)
- The Passion Dream Book (1998)
- Sulla superficie della vita mondana come pattini sul ghiaccio (A Collection of Beauties at the Height of Their Popularity, 2002), Vicenza, Neri Pozza, 2003 traduzione di Anna Lovisolo ISBN 88-7305-897-3.
- Eight Girls Taking Pictures (2012)

### Saggi
- Art for the Ladylike (2021)

## Adattamenti cinematografici
- Gli anni dei ricordi (How to Make an American Quilt), regia di Jocelyn Moorhouse (1995)